# Barbara Potter
Barbara Potter (ur. 22 października 1961 w Waterbury) – amerykańska tenisistka, reprezentantka kraju ww Fed Cup.
Zawodniczka leworęczna, występująca na kortach w latach 1979–1989.
Wygrała w karierze sześć turniejów zawodowych w grze pojedynczej oraz dziewiętnaście w grze podwójnej. Jej największym osiągnięciem wielkoszlemowym w singlu jest półfinał US Open 1981. W deblu osiągnęła finał US Open 1982 wspólnie z Sharon Walsh. Na tym samym turnieju została finalistką razem z Ferdim Tayganem w konkurencji gry mieszanej. Podczas US Open 1983 para Potter–Taygan ponownie osiągnęła finał miksta.
W 1988 Potter zagrała w Fed Cup, w meczu pierwszej rundy grupy światowej przeciwko Szwajcarce Evie Krapl, pokonując rywalkę w dwóch setach i przyczyniając się do awansu Stanów Zjednoczonych do dalszej części zawodów.